# Алуноген

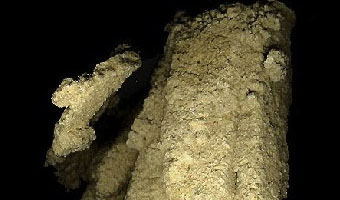
Алуноген

Алуноґен, алюноґен (рос. алуноген; англ. alunogen; нім. Alunogen) — мінерал, водний сульфат алюмінію острівної будови. Назва означає «похідний від галуну».

## Загальний опис
Склад: Al2(H2O)12(SO4)3•5H2O. Містить (%): Al2O3 — 14,9; SO3 — 35,09; H2O — 50,01.
Сингонія триклінна.
Форми виділення: волокнисті маси або кірки, рідше призматичні кристали.
Густина 1,65.
Твердість 1,5-2.
Колір білий до жовтува-того або червонуватого за рахунок домішок.
Блиск шовковистий до скляного. Утворює щільні лускуваті, іноді азбестоподібні маси.
Зустрічається в зоні окиснення піриту і районах вулканічної діяльності. Заповнює тріщини у вугіллі, глинистих сланцях та в залізних шляпах. Асоціює з сіркою та гіпсом відкладів фумарол.